# Тилос (екзопланета)
Тилос, або Тілос (англ. Tylos, WASP-121b) — екзопланета-гарячий юпітер у системі зорі WASP-121, що розташована у сузір'ї Корми за 880 світлових років від Землі. 
Екзопланета WASP-121b була відкрита у 2015 році транзитним методом. Її маса в 1,18 рази більша від маси Юпітера і радіус приблизно в 1,81 рази більший від радіуса Юпітера. Навколо материнської зорі екзопланета обертається кожні 1,27 дня. У стратосфері WASP-121b виявлено молекули води та докази наявності оксиду титану (II) (TiO) та оксиду ванадію (II) (VO). Температура стратосфери сягає 2330 °C.
За повідомленням NASA від 4 січня 2024 року, міжнародна команда астрономів зібрала та повторно обробила дані спостереження телескопу Габбла за екзопланетою WASP-121b в 2016, 2018 і 2019 роках. Це надало їм унікальний набір даних, який дозволив не тільки проаналізувати атмосферу WASP-121 b, але й порівняти стан атмосфери екзопланети протягом кількох років. Вони знайшли чіткі докази того, що спостереження WASP-121 b змінювалися в часі. Спостереження виявили, що на екзопланеті постійно вирують циклони й шторми, які перемішують її атмосферу. Різниця температур, як і в атмосфері Землі, спричиняє на WASP-121b циклони та шторми, які постійно з’являються та зникають. Крім того, WASP-121 b завжди обернена до своєї зірки одним боком, який нагрівається до екстремальних 2330 °C. Телескоп виявив також те, що і на нічному боці планети температури сягають 1200-1500 °C завдяки переміщенню газів.